# Медведки
Медве́дки (лат. Gryllotalpidae) — семейство крупных роющих насекомых отряда прямокрылых. Встречаются повсеместно. В семейство входит более 110 видов.

## Описание
Крупного и среднего размера насекомые, с удлинённым телом, покрытым густыми тонкими волосками. Представители семейства достигают длины 5—8 см, ведут подземный образ жизни, обитают в вырытых ими норках. Медведки сильно отличаются от остальных сверчковых (Grylloidea) очень развитой и крупной переднеспинкой, относительно короткими усиками, которые только немного заходят за задний край переднеспинки, и сильно видоизменёнными передними ногами, приспособленными к копанию и передвижению в земле. Окраска тела и брюшка с верхней стороны обычно тёмно-бурая, к низу светлеющее, такой же окраски и конечности. Брюшко на нижней стороне буро-жёлтого цвета, визуально кажется шелковистым из-за наличия густого покрова из мелких золотистых волосков. Голова и грудь тёмно-бурые.
Голова округлой формы, прогнатическая — с ротовыми органами, обращёнными вперёд, без резко выделяющейся вершины темени. Лоб отделен от наличника резко выраженным швом. Ротовой аппарат направлен вперёд, грызущего типа. На голове хорошо заметны два больших овальных фасеточных глаза. Усики тонкие, примерно в два раза короче тела.

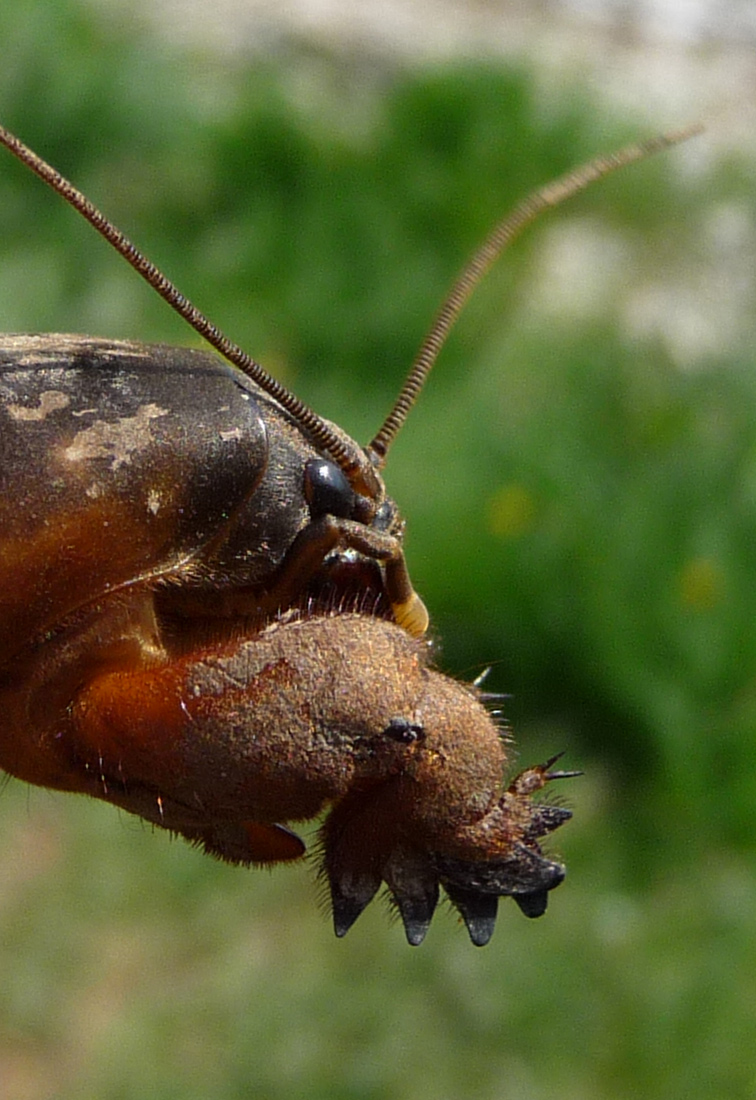
Передние конечности медведки очень похожи на лапы крота и служат для рытья нор

Переднеспинка большая, сверху плоская, боковые лопасти слаборазвиты. Грудной щиток твёрдый, строение его таково, что голова может частично убираться под него. Среднегрудь и заднегрудь слиты вместе. Их плевральные отделы разделяются на эпистерн (переднюю часть) и эпимер (заднюю часть).
Крыльев две пары. Передняя преобразована в надкрылья, складывающиеся в спокойном состоянии вдоль тела. Надкрылья и крылья вполне развитые, реже встречаются бескрылые особи. Крылья широкие, перепончатые, в покое сложены веерообразно под надкрылья. Обычно крылья хорошо развитые, прозрачные, с густой сетью жилок, и в спокойном состоянии выступают из-под укороченных надкрылий в виде загнутых книзу жгутов, часто превышающих длину брюшка. Надкрылья короткие, достигают обычно примерно половины длины брюшка, кожистые, с сетью толстых жилок. У некоторых видов медведок надкрылья и крылья отсутствуют. Стридуляционная часть надкрыльев у самцов без зеркальца, основание задней части надкрыльев у самок практически с параллельными продольными жилками.
Брюшко цилиндрическое, удлиненное, образовано из 10 тергитов и 9, реже 8, стернитов. Вершина брюшка с генитальными и анальными пластинками. Брюшко примерно в 3 раза больше головогруди, мягкое, веретенообразной формы. На конце брюшка заметны парные гибкие, длинные, нитевидные придатки, покрытые короткими и тонкими волосками — церки, длиной до 1 см. Самки, в отличие от других сверчковых, не имеют яйцеклада.
Передняя пара конечностей у медведки видоизменена по сравнению с другими двумя, являясь «инструментом» для рытья земли. По совершенству приспособления к копанию передняя пара конечностей у медведок не уступает передним конечностям кротов — отсюда же происходит латинское название: лат. Gryllotalpa означает «сверчок-крот», ср. также чеш. krtonožka. В копательной передней конечности у медведок сильно расширены бедра и голени, а лапка наоборот укорочена и прикрепляется сбоку голени, которая имеет 4 развитых зубца. Лапки на всех конечностях трехчлениковые. Отверстия тимпанального органа развиты по обеим сторонам передних голеней, щелевидные или овальные. В отличие от сверчков и кузнечиков, у медведок задние ноги не предназначены для прыжков.
У самцов, в отличие от самок, другое жилкование надкрылий и имеется орган стрекотания. Брюшко самцов образовано из 9 стернитов. Генитальные пластинки без грифельков. Самка по размерам крупнее самцов. Брюшко у них состоит из 8 стернитов.

## Биология
Медведки живут почти всё время под землей, роя систему туннелей. В летнее время ходы роются неглубоко под землей, но на зиму сооружаются длинные ходы, расположенные под углом 45—60° к поверхности, и уходящие на глубину — до 25 (личинки) и до 60 см (имаго). Обычно насекомые предпочитают места, где почва всегда достаточно увлажнена. В антропогенной зоне часто встречаются в садах и на огородах. Отдельные виды, как например Gryllotalpa unispina, являются галофилами обитающими только на засоленных почвах по берегам морей, озёр и на влажных солончаках.
В дневное время насекомые обычно держатся под землей, а с наступлением темноты по вечерам выходят на поверхность земли, иногда летят на искусственные источники света.
Самцы стрекочут в тёмное время суток, но иногда могут издавать звуки и днём, находясь под землёй, однако эти звуки более короткие и слабые по сравнению с длинными и резкими ночными призывными звуками. Стрекотать могут также и самки. Хорошо плавают и бегают. Летают хуже, но при необходимости могут совершать длительные перелёты.
Питание медведок различаются в зависимости от вида; некоторые виды, как например Neoscapteriscus vicinus, являются травоядными, другие — всеядными, питаются дождевыми червями, личинками насекомых, корнями и травами, а третьи, как например Neoscapteriscus borellii, питаются в основном животным кормом. Они оставляют свои норы на ночь, чтобы добывать листья и стебли, которые они тащат под землю перед потреблением, а также питаются подземными частями растений.
Как и все прямокрылые, представители семейства относятся к насекомым с неполным превращением, и их развитие протекает по общей схеме — яйцо, личинка, взрослое насекомое (имаго).

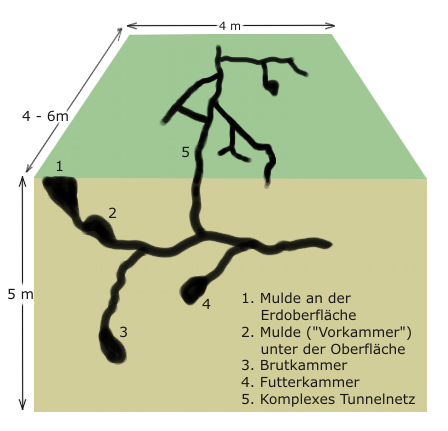
Схема ходов норы обыкновенной медведки

В период размножения сооружают сложные системы ходов, располагающихся около корневой системы растений. На образующихся из-за подобной деятельности прогалинах в растительном покрове на глубине до 10 см от поверхности почвы устраивают крупные маточные камеры в виде шарообразного гнезда, диаметром 5—10 см. Спаривание происходит под землей. В гнезде самка откладывает до 600 яиц. Яйца по размеру и форме напоминают просяное зерно. Их цвет жёлтый либо желтоватый, со слабым налетом коричневого или зеленоватого цвета. Некоторое время личинки обитают в гнезде под охраной самки и питаются перегноем. Длительность развития генерации зависит от вида и климатических условий местообитания — в тёплом климатическом поясе поколение развивается в течение года, на севере развитие длится до 2—2,5 лет и до 8—9 линек. Личинка по своему морфологическому и анатомическому строению сходна с взрослым насекомым, за исключением отсутствия крыльев и гениталий; подушечки крыльев становятся больше после каждой последующей линьки. Отличаются личинки также и размерами. Личинки младших возрастов хорошо прыгают.

### Питание
Медведки различаются по своему рациону; некоторые, такие как желтовато-коричневый сверчок, являются травоядными, другие всеядны, питаются личинками, червями, корнями и травами, а другие, такие как южная медведка, в основном хищны. Они покидают свои норы ночью, чтобы добыть листья и стебли, которые они тащат под землю перед употреблением, а также поедают корни под землей.

#### Хищники, паразиты и патогены
Помимо птиц, жаб и насекомоядных млекопитающих, на медведку охотятся подземные хищнецы, пауки-волки и различные жуки. Южноамериканская нематода Steinernema scapterisci убивает медведок Neocapteriscus, вводя бактерии в их тела и вызывая сильную инфекцию. Steinernema neocurtillae произрастает во Флориде и нападает на местных Neocurtilla hexadactyla. Осы-паразиты рода Larra (Hymenoptera: Crabronidae) нападают на медведку, откладывают яйцо на внешней поверхности насекомого, и личинка развивается снаружи на медведке-хозяине. Ormia depleta (Diptera: Tachinidae) — специализированный паразитоид медведок рода Neoscapteriscus; личинки мухи вылупляются из яиц внутри её брюшка; её привлекает призыв самца медведки, и она откладывает личинку на любую особь медведки, с которой хозяин вступает в контакт. К специализированным хищникам яиц медведки в Китае и Японии относятся жуки-бомбардиры Stenaptinus jessoensis, тогда как в Южной Америке они включают жуков-бомбардиров Pheropsophus aequinoctialis (Coleoptera: Carabidae); взрослый жук откладывает яйца возле нор медведок, а личинки жуков находят путь в яйцевую камеру и поедают яйца. Грибковые заболевания могут опустошать популяции медведок зимой с внезапным повышением температуры и оттепелями. Грибок Beauveria bassiana может подавлять взрослых медведок и было идентифицировано несколько других грибковых, микроспоридий и вирусных патогенов.
Медведки прячутся от хищников, живя под землей и энергично начиная рыть землю, если их потревожить на поверхности. В качестве последней меры защиты они выделяют вонючую коричневую жидкость из своих анальных желез при захвате; они также могут кусаться.

## Обитание
Медведки относительно широко распространены, но поскольку они ведут ночной образ жизни и проводят почти всю свою жизнь под землей в обширных туннельных системах, их редко можно увидеть. Они обитают на сельскохозяйственных полях и в травянистых районах. Они присутствуют на всех континентах, за исключением Антарктиды; к 2014 году было описано 107 видов, и, вероятно, будет обнаружено больше видов, особенно в Азии. Neoscapteriscus didactylus — вид вредителей, происходящий из Южной Америки; он распространился на Вест-Индию и Новый Южный Уэльс в Австралии. Африканская медведка (Gryllotalpa africana) — главный вредитель в Южной Африке; другие виды рода Медведки (Gryllotalpa) широко распространены в Европе, Азии и Австралии.

## Палеонтология
В ископаемом состоянии известны из олигоцена Европы и мелового периода Южной Америки. Древнейший представитель подсемейства Gryllotalpinae найден в меловом бирманском янтаре.

## Систематика
Более 110 видов. Распространены по всему миру.
В современной фауне представлено 2 подсемейства (или в ранге трибы) с 6 родами, ещё 1 подсемейство и 5 родов ископаемые.
- Подсемейство Gryllotalpinae  Leach, 1815 (триба Gryllotalpini  Leach, 1815)
  - Gryllotalpa Latreille, 1802 (Медведки) — Всесветно (около 70 видов)[33]
    - Gryllotalpa africana — Африканская медведка
    - Gryllotalpa fossor — Дальневосточная медведка
    - Gryllotalpa gryllotalpa — Обыкновенная медведка

  - Gryllotalpella Rehn, 1917 — Южная Америка (2 вида)[34]
    - Gryllotalpella macilenta (Saussure, 1874)
    - Gryllotalpella minor (Bruner, 1916)

  - Neocurtilla Kirby, 1906 — Неотропика (7 видов)[35]
    - Neocurtilla hexadactyla

  - † Pterotriamescaptor Gorochov, 1992 — Европа, олигоцен (1 вид)
    - † Pterotriamescaptor prima (Cockerell, 1921)[36]

  - Triamescaptor Tindale, 1928 — Новая Зеландия (1 вид)[37]
    - Triamescaptor aotea Tindale, 1928[38]

- Подсемейство Scapteriscinae  Zeuner, 1939 (триба Scapteriscini  Zeuner, 1939)
  - Indioscaptor Nickle, 2003 — Индия (4 вида)[39]
    - Indioscaptor indicus (Bhargava, 1996)
    - Indioscaptor leptodactylus (Chopard, 1928)
    - Indioscaptor nepalicus (Ingrisch, 2002)
    - Indioscaptor siangensis (Tandon & Shishodia, 1972)

  - Scapteriscus Scudder, 1868 — Неотропика (около 20 видов)[40]
- Подсемейство † Marchandiinae  Gorochov, 2010
  - † Archaeogryllotalpoides Martins-Neto, 1991
    - † Archaeogryllotalpoides ornatus (Martins-Neto, 1991) — Южная Америка, меловой период[41]

  - † Cratotetraspinus Martins-Neto, 1997
    - † Cratotetraspinus fossorius (Martins-Neto, 1995) — Южная Америка, меловой период[42]

  - † Marchandia Perrichot, Neraudeau, Azar, Menier & Nel, 2002
    - † Marchandia magnifica Perrichot, Neraudeau, Azar, Menier & Nel, 2002 — Европа, меловой период[43]

  - † Palaeoscapteriscops Martins-Neto, 1991
    - † Palaeoscapteriscops cretacea Martins-Neto, 1991 — Южная Америка, меловой период[44]

## Экономическое значение
Медведки, прорывая ходы в почве, улучшают её аэрацию. Однако они часто могут быть вредителями сельского хозяйства, подгрызая корни культурных растений при прокладке туннелей. Перегрызая корни, медведки могут ослаблять растения, а также повреждать стебли, полностью уничтожая растения. К непосредственной потере урожая может приводить повреждения корней у клубнеплодов, например у картофеля, сахарной свеклы. Вредить могут как имаго, так и личинки.